# Tarde

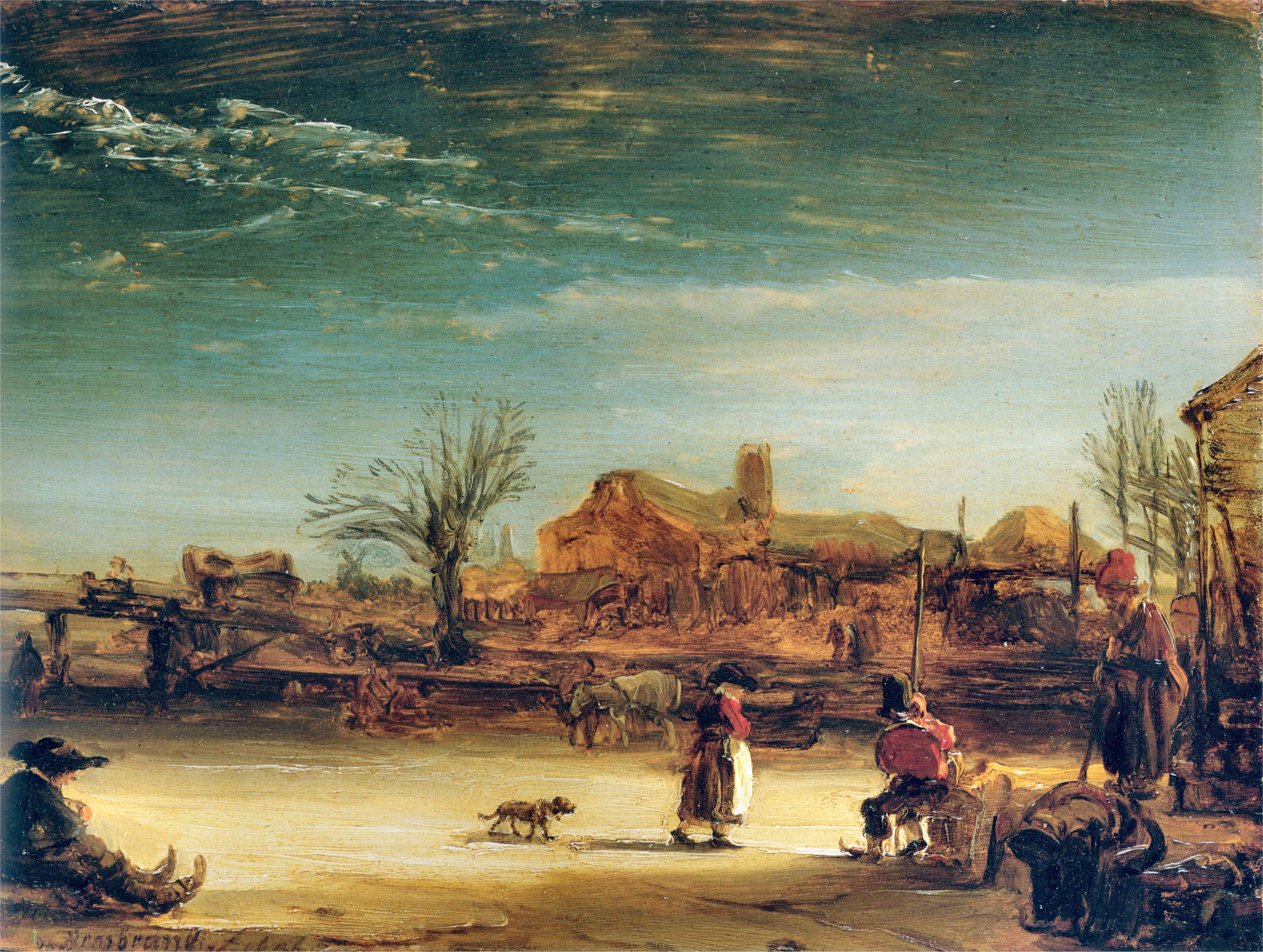
El atardecer, según las latitudes puede tener mayor o menor longitud.

La tarde es la segunda parte de las dos en que se divide el día, es un período que comienza coloquialmente hacia las 12 del mediodía, y finaliza con el atardecer (instante antes de que sobrevenga la noche). Sigue por lo tanto a la mañana y antecede a la noche. Una actividad que tiene lugar en la tarde es una actividad vespertina.

## Concepto
La tarde entendida desde un punto de vista científico es un concepto solar, debido a que el sol en su movimiento diurno va creciendo de altura sobre el horizonte del lugar a lo largo del transcurso de la mañana, alcanzando un máximo de altura que marca el instante del mediodía, empezando su descenso diurno durante el periodo de la tarde hasta el crepúsculo vespertino. Por lo tanto en el sistema horario de 24 horas se suele contar las 14 horas (2 p. m.) como la finalización del mediodía o post meridiem. La tarde es un periodo dentro del día en el que se produce el descenso de altura solar sobre el horizonte. Desde el punto de vista social, en algunas culturas se considera la tarde al  instante de tiempo desde el almuerzo o comida hasta la siguiente comida importante del día.